# The Voice Within
«The Voice Within» (en español: «La voz interior») es el quinto y último sencillo del álbum Stripped de Christina Aguilera, lanzado el último trimestre del año 2003. La canción está escrita por la misma Christina Aguilera y Glen Ballard, producida por este último.
La canción recibió críticas positivas de los críticos de música, que compararon Aguilera con artistas como Celine Dion y Mariah Carey, mientras que nombraron la canción como "una balada de inspiración".
"The voice within" logró estar en el top 10 de países como Dinamarca, Suiza, Irlanda, Austria, Australia, Reino Unido, Canadá y Hungría. En Estados Unidos se convirtió en el segundo sencillo menos exitoso del álbum Stripped ya que sólo llegó a la posición 33 dentro de Billboard Hot 100, siendo unos de los pocos países con menor rendimiento en las listas musicales junto con Nueva Zelanda, Alemania, Bélgica y Noruega, los cuales alcanzaron el top 20 de dicho países. Llegó a las listas anuales de las listas de popularidad de países como Reino Unido, Austria, y Suiza.
El vídeo musical es completamente en blanco y negro y consiste en una sola toma, sin interrupciones, el director del vídeo es el prestigioso fotógrafo y director David LaChapelle, quien ya había trabajado antes con Aguilera en el vídeo "Can't Hold Us Down". Los críticos aclamado el vídeo musical. El vídeo fue nominado a tres MTV Video Music Awards en la ceremonia de 2004, pero el premio se lo llevó el vídeo "99 Problems" de Jay-Z.
Christina Aguilera interpretó "The Voice Within" por primera vez durante en Justified and Stripped Tour (2002-03), una visita se llevó a cabo en apoyo de Aguilera para su álbum Stripped (2002) y para Justin Timberlake con su álbum Justified (2002). Ella interpretó la canción en un vestido negro largo. Antes de la actuación, Aguilera reveló a la audiencia a ser ellos mismos y no renunciar a sus sueños. Durante la extensión de la gira como artista principal en Stripped Live in the UK de gira a finales de 2003, Aguilera también realiza el seguimiento.
Por otro lado, la canción a pesar de no ser un éxito instantáneo, con el paso del tiempo se ha convertido en uno de los temas más recordados de Christina Aguilera, sonando todavía regularmente en radios, apareciendo en series de televisión, etc.

## Información de la canción
La canción "The Voice Within" fue coescrita por Christina Aguilera y Glen Ballard, quien también la produjo. La letra de la canción se asoció rápidamente con el pasado de Christina, más específicamente a su niñez. A pesar del corazón con que fue escrita la canción, disfrutó solamente de un éxito moderado entrando en el top diez de varios países en el mundo. Inicialmente se tenía planeado que "Beautiful" sería el último sencillo del álbum, el cual se supone sería lanzado exactamente un año después de "The voice within", sin embargo su compañía discográfica RCA Records optó por el lanzamiento invertido de las baladas; otro fuerte candidato para ser el quinto y último sencillo fue elegido por Aguilera, y resultó ser la canción "Impossible" escrita por Alicia Keys, por razones no muy concretas la discográfica decidió que no podría ser posible y consideró que "The voice within" era el perfecto candidato.

## Crítica
"The Voice Within" recibió críticas generalmente positivas de los críticos musicales. Josh Kun de Spin lo llamó una "balada tipo Celine Dion pero para adolescentes". Sal Cinquemani de Slant Magazine dio a la canción una reseña muy positiva, nombrándolo "una balada vocal con influencias de inspirador". CD Universal de acuerdo a la canción, comentó: "ella, estilo gutural funciona bien en los tonos más lentos, como la cantante Mariah Carey". Amanda Murray de Sputnikmusic escribió que la canción es " hortera pero poderoso de todos modos".
Eamonn McCusker de The Fix Digital escribió una reseña favorable, elogió su "coro", "tambores" y "acordes gruesos tocadas en el piano". La página web Traveling to the Heart dio a "The Voice Within" una crítica agridulce, dijo que la canción es buena, pero "parece que se trata de una canción de un rechazo de Whitney Houston" y "la adición del coro hacia el final es una sobredosis de sacarina e innecesaria". La página web Epinions escribió: "Aunque The Voice Within es más cursi y cliché que "Beautiful" (canción de Aguilera), lo que congestiona en tema central y universal de despoje de amor propio y la autonomía".

## Vídeo musical

El vídeo musical de "The Voice Within" se encuentra a través de la cuenta de VEVO oficial de Christina Aguilera.

El vídeo musical es completamente en blanco y negro y consiste en una sola toma sin ediciones. Al comienzo, se ve un primer plano de una claqueta cinematográfica (mostrando el nombre del director y la fecha) la cual es retirada para dejar ver el rostro de Christina, quien está sentada en un banquillo, dentro de un teatro abandonado. Aguilera viste un camisón blanco y luce el cabello negro. Durante el primer estribillo y el primer coro de la canción la cámara se aleja lentamente de Aguilera, luego ella se para y comienza a cantarle a la cámara mientras ésta se mueve suavemente en torno a ella. Al final del segundo coro, Christina comienza a correr hacia afuera del teatro, llegando a una calle mojada justo en el momento en el clímax de la canción. Luego de interpretar el último coro, Aguilera se sube a una caja de luz que se encuentra en la acera, mientras la cámara comienza a subir para mostrarla cómodamente recostada sobre ella, para finalmente enfocar el cielo estrellado.
El director del vídeo es el prestigioso fotógrafo y director David LaChapelle (quien ya había trabajado antes con Christina en el vídeo "Can't hold us down") y el encargado de la cinematografía fue Jeff Cronenweth, ASC. La obra fue filmada en un teatro abandonado de Los Ángeles, el día 19 de septiembre de 2003.
Aunque no fue tan exitoso como otros vídeos de Christina, llegó a la posición número uno en el programa de MTV Total Request Live (llamado Los 10+ Pedidos en Latinoamérica), no permaneció los 50 días reglamentarios para poder considerarse un vídeo retirado. El vídeo fue nominado en la categoría "Mejor cinematografía" en los MTV Video Music Awards del año 2004, pero el premio se lo llevó el vídeo "99 problems" del rapero Jay-Z.

## Presentaciones en vivo

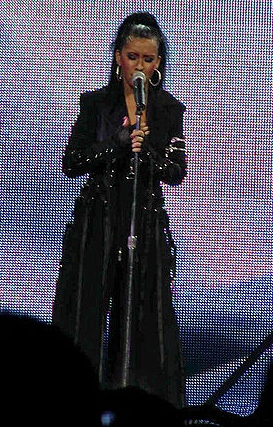
Aguilera interpretando "The Voice Within" en la gira Stripped Live in the UK de su álbum Stripped.

Christina Aguilera interpretó "The Voice Within" por primera vez durante en Justified and Stripped Tour (2002-03), una visita se llevó a cabo en apoyo de Aguilera para su álbum Stripped (2002) y para Justin Timberlake con su álbum Justified (2002). Ella interpretó la canción en un vestido negro largo. Antes de la actuación, Aguilera reveló a la audiencia a ser ellos mismos y no renunciar a sus sueños. Durante la extensión de la gira como artista principal en Stripped Live in the UK de gira a finales de 2003, Aguilera también realiza el seguimiento. La actuación está incluida en el lanzamiento del vídeo DVD de Stripped en vivo en el Reino Unido (2004), de la misma gira Stripped Livein the UK.

## Lista de canciones
- Maxi sencillo (Versión Europea)

1. «The voice within» (Versión Álbum) (Ballard, Glen/Aguilera, Christina) — 5:04
2. «The voice within» (Editado) (Ballard, Glen/Aguilera, Christina) — 4:15
3. «Beautiful» (Fug Remix) (Perry, Linda) — 5:47
4. «Can't hold us down» (Da Yard Riddim Mix) (featuring Lil' Kim) (Storch, Scott/Aguilera, Christina/Morris, Matt) — 4:16

- Sencillo Canadá

1. «The Voice Within» (Edit)
2. «Fighter» (Freelance Hellraiser "Thug Pop" Extended Edit)

Si quieres ver otras versiones de The Voice Within, en Remixes de Christina Aguilera

## Posicionamiento en listas
| Listas (2003)                         | Máxima posición |
| ------------------------------------- | --------------- |
| Alemania (Offizielle Deutsche Charts) | 13              |
| Australia (ARIA)                      | 8               |
| Austria (Ö3 Austria Top 40)           | 7               |
| Bélgica (Flandes) (Ultratop 50)       | 14              |
| Bélgica (Valonia) (Ultratop 50)       | 40              |
| Canadá (Canadian Hot 100)             | 10              |
| Dinamarca (Tracklisten)               | 9               |
| Estados Unidos (Billboard Hot 100)    | 33              |
| Estados Unidos (Mainstream Top 40)    | 11              |
| Estados Unidos (Adult Top 40)         | 33              |
| Estados Unidos (Adult Contemporary)   | 16              |
| Hungría (Rádiós Top 40)               | 8               |
| Irlanda (IRMA)                        | 4               |
| Italia (FIMI)                         | 19              |
| Nueva Zelanda (Recorded Music NZ)     | 16              |
| Noruega (VG-lista)                    | 13              |
| Países Bajos (Dutch Top 40)           | 6               |
| Reino Unido (UK Singles Chart)        | 9               |
| Suecia (Sverigetopplistan)            | 10              |
| Suiza (Schweizer Hitparade)           | 3               |

### Anuales
| Listas (2003)                  | Posición |
| ------------------------------ | -------- |
| Reino Unido (UK Singles Chart) | 195      |
| Listas (2004)                  | Posición |
| Austria (Ö3 Austria Top 40)    | 37       |
| Suiza (Schweizer Hitparade)    | 35       |

### Versiones de otros cantantes
El 3 de octubre de 2005, Roxane Lebrasse interpretó "The Voice Within" durante los nueve top espectáculo de la tercera temporada del concurso de canto australiana Australian Idol. A pesar de ser bien recibido por los jueces, fue eliminado de la noche. En 28 de marzo de 2006, Katharine McPhee realiza el seguimiento en vivo en el programa 24 de la quinta temporada de American Idol en Estados Unidos, que se tradujo McPhee como uno de los dos de abajo. Simon Cowell comparó las habilidades de McPhee a los de Aguilera, al comentar que su actuación era casi tan bueno como el cantante original. "The Voice Within" también fue cubierto por Meliz Serman en la serie de TV 2006 How Do You Solve a Problem like Maria?. En 2009, British del grupo de chicas The Nolans realiza "The Voice Within" en vivo durante I'm in the Mood Again Tour, el cual se llevó a cabo en apoyo de su álbum I'm in the Mood Again.
En Hong Kong la cantante G.E.M. grabó una versión de la canción, que está incluido en su álbum My Secret Limited Edition (2010). El mismo año, "The Voice Within" también fue realizada por Jessica Robinson en Over the Rainbow. El 26 de mayo de 2012, concursante Ruth Brown realizó la canción en vivo durante las semifinales de la primera temporada de The Voice en la versión de Reino Unido, que dejó lágrimas en sus ojos. Asimismo Brown reveló que la canción era algo personal porque ella tenía un problema en la escuela. El juez señor Tom Jones elogió su actuación: "La historia de la canción significa mucho para ella, creo que esta chica es más fuerte de lo que ella se da cuenta de ella misma", "Usted no lo hizo solo cantar, lo vivieron". El 8 de junio de 2013, de once años de edad, Ariksandra Libantino cantó "The Voice Within" durante la ronda final de la séptima temporada de Britain's Got Talent.